# CFJ Mollerussa
CFJ Mollerussa is een Spaanse voetbalclub uit Mollerussa, die uitkomt in de Tercera Federación Grupo V. Tijdens de periode 1987-1992 kende Mollerussa zijn glorietijd.  De ploeg speelde tijdens deze periode één seizoen in de Segunda División A, de editie 1988-1989.  De stad had toen zelfs geen tienduizend inworners.  De andere vier seizoenen tijdens deze glorieperiode speelden ze in de Segunda División B.
Voor de rest van haar bestaan was ze actief in regionale Catalaanse reeksen.